# 1181

## Esdeveniments
- Observació d'una supernova a la Xina i el Japó
- 25 d'abril - Riu Nagara, Província d'Owari, Japó: Batalla de Sunomatagawa, part de les Guerres Genpei.[1]
- Montpeller - Guillem VIII de Montpeller permet l'ensenyament de la medicina sense restriccions.[2]

## Necrològiques
- 30 d'agost - Civita Castellana, Alexandre III (papa)